# Förrädare (roman)
Förrädare är en roman av Ola Larsmo utgiven 2012.

## Handling
Romanen utspelar sig i Sverige under andra världskriget och tar sin början under det så kallade Bollhusmötet 1939, som Larsmo tidigare skildrat i essäboken Djävulssonaten. Den handlar om den unge studenten Charlie Westerholm som blir värvad till den svenska underrättelsetjänsten och dras in i spioneriverksamhet under kriget.

## Mottagande
Romanen fick ett positivt mottagande av flera kritiker, bland andra av Nils Schwartz i Dagens Nyheter som kallade den för "en stor spionhistoria med trovärdig tidsfärg" och av Erik Löfvendahl i Svenska Dagbladet som beskrev den som "en spännande och skickligt orkestrerad spionroman". Oline Stig i Sydsvenskan ansåg att det var en "fängslande roman" med en "lyrisk känsla för inre och yttre stämningar", men invände mot "skissartade och ibland endimensionella gestaltningar". Positiv var även Jesper Högström i Expressen med reservationen "möjligen blir den nertonade dramaturgin väl nertonad ibland". Negativ var däremot Mikael Timm i Kulturnytt som visserligen tyckte att det var "ambitiöst, plikttroget och omsorgsfullt utfört" men att "dryga 500 sidor scenografi tar död på berättelsen" och att Ola Larsmo hellre borde ha skrivit en reportagebok om Sverige under kriget.
Boken nominerades till Sveriges Radios Romanpris.